# De reuzenperzik
De reuzenperzik (originele titel James and the Giant Peach) is een kinderboek van Roald Dahl, gepubliceerd in 1961.

## Verhaal
De hoofdpersoon is een kleine jongen genaamd James Henry Trotter. Hij woont aan het begin van het verhaal met zijn ouders in een mooi huis aan zee. Als James vier jaar oud is, worden zijn beide ouders tijdens een dagje winkelen in Londen verslonden door een uit de dierentuin ontsnapte neushoorn. James moet nu gaan inwonen bij zijn twee tantes Spons en Spijker. Zij zorgen helemaal niet goed voor hem en James moet van hen aldoor werken.
Op een dag moet James in de brandende zon hout hakken. Hij wordt door zijn twee tantes voor straf weggestuurd als hij weigert door te gaan. James verbergt zich in de struiken en komt dan een klein oud mannetje tegen, dat een zak met vreemde groene korrels bij zich heeft. Het mannetje zegt dat James er één korreltje van moet gebruiken. James pakt het toverspul aan, maar morst het even later per ongeluk bij een oude perzikenboom. Dit heeft verstrekkende gevolgen: binnen een dag groeit er aan de boom, die eerder geen vruchten droeg, ineens een perzik die zo groot wordt als een huis. Niemand weet hoe dit mirakel gebeurd is, behalve James.
Zijn tantes maken van de perzik een attractie om grof geld te verdienen aan toeristen. Op een nacht sluipt James naar de perzik. Hij ontdekt een tunnel in het vruchtvlees, die rechtstreeks naar de pit leidt. De pit blijkt hol te zijn. In de pit ontmoet James een aantal insecten (een spin, een regenworm, een duizendpoot, een zijderups, een glimworm, een oude sprinkhaan, en een lieveheersbeestje), die ook door het toverkruid zijn geraakt en zo zijn uitgegroeid tot menselijk formaat. Tevens blijken ze nu te kunnen spreken. James blijft die nacht bij hen, en maakt met hen plannen om het huis van zijn tantes te verlaten.
De volgende ochtend valt de perzik met bewoners uit de boom, rolt de heuvel waar het huis van James' tantes op staat af naar zee en verplettert daarbij de beide tantes die net buiten stonden. Hij gaat dwars door een aantal akkers, over twee auto's en door de muren van een chocoladefabriek waardoor alle chocola de straat op stroomt. Uiteindelijk valt de perzik van de krijtrotsen bij Dover in zee. Haaien vallen het reuze stuk fruit aan. Om te kunnen ontsnappen laat James de zijderups en de spin een groot aantal draden maken, die hij als een lasso om een groep van 500 zeemeeuwen gooit. De meeuwen tillen de perzik uit het water en vliegen ermee weg.
Wat volgt is een opmerkelijke reis door de lucht waarbij de groep een aantal keer in aanraking komt met zogenaamde wolkenmannen, mensachtige wezens gemaakt van wolken. Uiteindelijk belandt de perzik op de spits van het Empire State Building in New York. Daar wordt de perzik even aangezien voor een vijandig wapen, maar het misverstand wordt al snel opgehelderd, waarna de groep welkom wordt onthaald. Alle insecten vinden werk in de stad, terwijl James zijn intrek neemt in de pit van de perzik, die als monument in Central Park wordt neergezet.